# 何稠
何稠，字桂林，益州郫（今四川成都郫县）人，粟特裔，北周至唐初的巧匠、高级官员。曾参与建造隋文帝的泰陵，以及隋炀帝征辽时的观风行殿和六合城。主知金帛，為當時的蜀錦提供諸多波斯、中亞紋樣。

## 簡介
祖父何细胡是西域人，在南朝梁经商致富，遂家居郫县。父何通，是玉器大师。叔父何妥是隋代的音乐家与哲学家，官至国子祭酒。何稠十多岁时，江陵的南粱被北周攻灭，何稠跟随叔父何妥前往长安，累官至御饰下士（掌管皇室器具服饰的官员）。
杨坚出任丞相后，任参军，兼掌细作署（官方手工业的管理机构）。隋文帝即位后，历任御府监、太府丞、员外散骑侍郎等职。独孤皇后去世后，与宇文恺共同设计建造隋泰陵。隋炀帝大业初年，拜太府少卿，进太府卿。后兼领少府监。
大业八年（612年），隋炀帝首次征辽东，何稠摄右屯卫将军，领御营弩手三万人。工部尚书宇文恺建造辽水大桥未能成功，隋军主力未能过河，造成前锋的右屯卫大将军麦铁杖战死沙场。炀帝命何稠造桥，二日就成功。又其为皇帝建造的观风行殿和六合城，一夜之间就可以将其组装完成，高丽人望见后，称为神功。由此，何稠的散官加为金紫光禄大夫（正三品）。
次年，何稠再次随炀帝征辽，摄左屯卫将军。十二年，加右光禄大夫（正二品）。随炀帝幸江都。十三年（617年），宇文化及作乱，杀死炀帝，自立为主，任命何稠为工部尚书。
唐武德二年（619年），宇文化及被唐军击败，逃向山东聊城，又被窦建德的夏军攻灭，何稠又成了窦建德的工部尚书，封舒国公。四年（621年），窦建德被唐军击败俘虏，夏国灭亡，何稠又归附了唐朝，被任命为将作少匠，封庐江郡公。后任散骑常侍，去世后谥号节。
有子何璋，朝散大夫、司农寺丞、遂州长史。

## 延伸阅读
[在维基数据编辑]
 《北史/卷090》，出自李延壽《北史》
 《隋書·卷68》，出自魏徵《隋书》